# Перший луцький кінотеатр
Перший луцький кінотеатр — один із перших стаціонарних кінотеатрів на Волині, заснований на початку ХХ століття в місті Луцьку. У різні роки мав назви «Ілюзіон», «Мультиплекс», «Космос» та «Промінь».

## Історія
Перші кіносеанси в Луцьку відбувалися ще до Першої світової війни. За даними дослідників, перший стаціонарний кінотеатр з'явився в місті в 1910-х роках, в епоху Російської імперії. У міжвоєнний період, коли Волинь перебувала у складі Другої Речі Посполитої, кінотеатр функціонував під назвою «Ілюзіон» (польською Iluzjon). Він був розташований у центрі міста й був популярним місцем дозвілля серед міщан.
У повоєнні роки, вже за радянської влади, в Луцьку відкрили нові кінотеатри, зокрема «Космос» — зразок типового радянського кінотеатру 1960-х років. У 1980-х роках його реконструювали й перетворили на кіноцентр «Промінь», що став одним із ключових культурних закладів міста.
На початку 2000-х років, із розвитком цифрових технологій, робота кінотеатрів у Луцьку тимчасово припинилася. У 2016 році після капітальної реконструкції приміщення «Променя» знову запрацювало як сучасний мультифункціональний розважальний центр із кінотеатром формату Multiplex.

## Архітектура та розміщення
Будівля сучасного кінотеатру «Промінь» є зразком модернізованої радянської архітектури з адаптацією під потреби XXI століття. Розташована вона в центральній частині Луцька, на проспекті Президента Грушевського.

## Культурне значення
Кінотеатр відігравав важливу роль у культурному житті Луцька впродовж усього ХХ століття. Тут проводилися прем'єри, фестивалі, тематичні покази та зустрічі з кіномитцями. Після модернізації центр «Промінь» став місцем для поєднання кіно, гастрономії, дозвілля та розваг.